# Свиња (Мачерата)
Свиња је насеље у Италији у округу Мачерата, региону Марке.
Према процени из 2011. у насељу је живело 25 становника. Насеље се налази на надморској висини од 47 м.